# シェアするラ! インスタントラーメンアレンジ部はじめました。
シェアするラ! インスタントラーメンアレンジ部はじめました。（シェアするラ インスタントラーメンアレンジぶはじめました）は、2022年4月7日から6月23日まで23時 - 23時30分（JST）にBS-TBSで放送されたテレビドラマ。主演は佐藤流司。
インスタントラーメンをこよなく愛する若者たちが「映える」アレンジレシピを作りまくるグルメドラマ。
ドラマの最後に、その放送回に登場したインスタントラーメンのアレンジレシピと調理方法が紹介される。
2022年6月30日に 団長安田（安田大サーカス）を主演に同枠で1話2本立てのスピンオフドラマが放送された。

## キャスト

### インスタントラーメンアレンジ部OB
大学時代「インスタントラーメンアレンジ部」に所属していた同期の仲間たち。
櫻木諒太〈26〉
演 - 佐藤流司
主人公。Webライター。元部長。長野県出身。
第9話より記事の取材で知った「インスタントラーメン・アレンジレシピ大会」での優勝を目指す。
榊原有紗〈26〉
演 - 紺野彩夏
フォトグラファーのアシスタント。埼玉県出身。
福井恭一〈26〉
演 - 松本享恭
広告代理店の営業。大学時代はバスケ部と兼部していた。新潟県出身。
山口翔〈26〉
演 - 永田崇人
アパレル店員。高校までは地味メンで、大学デビューしている。北海道出身。
リウ・メイリン〈26〉
演 - ロン・モンロウ
スパイス専門店「香辛堂」スタッフ。アニメや漫画などの日本文化が好きで中国から留学のため来日した。

### その他
櫻木葵〈20〉
演 - yukino
諒太の妹。栄養学部の大学生。家賃を浮かせるべく兄の家に転がりこむ。
園長安田〈50〉
演 - 団長安田（安田大サーカス）（第9話・最終話）
お笑いコンビ「やすだ動物園」の芸歴30年のベテラン芸人。本作のスピンオフドラマの主人公。
インスタントラーメン好きが高じてラーメン芸人と呼ばれる。「インスタントラーメン・アレンジレシピ大会」の審査員を務める。

### ゲスト

#### 第2話
J.F
演 - 岩田恵里
女性フォトグラファー。有紗の師匠。

#### 第3話
小野
演 - 前原瑞樹
恭一の後輩。
小宮翔太
演 - 長﨑大晟
バスケ部の中学生。

#### 第4話
莉央
演 - 橋本乃依
翔の幼馴染。

#### 第5話
店長
演 - 宮川浩明
メイリンの勤務先・スパイス専門店「香辛堂」の店長。
室山
演 - 大迫一平
「香辛堂」の来店客。

#### 第6話
ユウタ、アオイ
演 - 小嶋修二、国府田聖那
葵の好きなテレビドラマ「ソーダの泡のように」の登場人物。
通行人
演 - 村井飛斗、小山更紗、村口結衣
徹夜して目の下のクマが酷い葵を笑う若者3人組。

## スタッフ
- 脚本・監督 - 松本花奈[1]、竹内里紗[1]
- オープニング主題歌 - sooogood!「ディナー・スウィートラヴ」（CULTIVATE MUSIC / Virgin Music Label & Artist Services）
- エンディング主題歌 - MONO NO AWARE「味見」（SPACE SHOWER MUSIC）
- エグゼクティブ・プロデューサー = 高畠望（TBSグロウディア）、佐藤久道（NTTぷらら）、西川彰史（BS-TBS）
- プロデューサー - 沼田雄佑（TBSグロウディア）、坂井正徳（the ROOM）、久保田由美（東北新社）、比嘉一郎（東北新社）
- 制作 -  TBSグロウディア、the ROOM（制作プロダクション）
- 制作協力 -  東北新社
- 製作著作 - 「シェアするラ! インスタントラーメンアレンジ部はじめました。」製作委員会

## 放送日程
| 話数   | 放送日  | サブタイトル                                  | 脚本・監督 |
| ------ | ------- | --------------------------------------------- | ---------- |
| 1杯目  | 4月07日 | 生姜麺であっさり!野菜たっぷりあんかけラーメン | 松本花奈   |
| 2杯目  | 4月14日 | 彩り豊かなフレッシュスプリングロール麺        | 松本花奈   |
| 3杯目  | 4月21日 | ぶちかませっ!! 韓国風スタミナラーめし         | 竹内里紗   |
| 4杯目  | 4月28日 | 見た目が大事?スパニッシュオムケーキ麺         | 竹内里紗   |
| 5杯目  | 5月05日 | 初恋の味はちょっぴりピリ辛?花椒入りマーラー麺 | 松本花奈   |
| 6杯目  | 5月12日 | これって青春？夜更かしラーメン茶漬け          | 松本花奈   |
| 7杯目  | 5月19日 | 体にしみる!しじみトマトラーメン               | 竹内里紗   |
| 8杯目  | 5月26日 | 春を感じるロールキャベツラーメン              | 竹内里紗   |
| 9杯目  | 6月09日 | なつかしのナポリタン風トーストラーメン        | 松本花奈   |
| 10杯目 | 6月23日 | ココナッツミルク香る!特製スープカレーつけ麺   | 松本花奈   |

- 6月2日は別番組「バッセン王」（ゲスト・初芝清:23:00 - 23:15）、（ゲスト・田中幸雄:23:15 - 23:30）を放送。
- 6月16日は別番組「技あり～シブすぎ技術に男泣き!」（パーツフィーダ:23:00 - 23:15）、（きさげ:23:15 - 23:30）を放送。

スピンオフドラマ
| 話数          | 放送日  | サブタイトル               | 脚本・監督 |
| ------------- | ------- | -------------------------- | ---------- |
| おかわり1杯目 | 6月30日 | スタミナピリ辛和え麺       |            |
| おかわり2杯目 | 6月30日 | 和風ペペロンチーノラーメン |            |